# Hernando Molina Araújo
Hernando César Molina Araújo (Valledupar, Cesar, 28 de agosto de 1961), conocido como "Nandito" Molina o su alias de Comandante 35, es un político y hacendado colombiano. 
Hijo de Hernando Molina Céspedes y Consuelo Araújo Noguera. Fue elegido gobernador del Departamento del Cesar para el periodo 2004-2007, periodo que no completo por ser acusado de estar involucrado en el escándalo de la parapolítica.
Fue condenado por nexos con los paramilitares de las Autodefensas Unidas de Colombia (AUC) y estuvo preso. En 2010 recobró su libertad.

## Familia
Hijo de Hernando Molina Céspedes y Consuelo Araújo Noguera, de cuya unión también nacieron Rodolfo, Ricardo, María Mercedes y Andrés Alfredo Molina Araújo. Es medio hermano de Edgardo José Maya Araújo, hijo de su madre con Edgardo Maya Villazón en segundas nupcias.
Es nieto por su lado paterno de Hernando Molina Maestre y Mercedes Céspedes y por parte de madre; de Santander Araújo y Blanca Noguera.
Es sobrino de Álvaro Araújo Noguera y entre sus primos hermanos figuran Álvaro, María Consuelo "La Conchi", Sergio Araújo Castro y Jaime Araújo Rentería.
Contrajo matrimonio con Carolina "Catica" Carvajal Riveira, con quien tiene tres Hijos: Diana Carolina, Hernando Enrique y André David Molina-Carvajal. Su hijo Hernando Enrique contrajo matrimonio con Fadia Muvdi, hija del excongresista liberal Pedro Muvdi.

## Trayectoria
Estudió en el Colegio Nacional Loperena en Valledupar y luego estudió derecho en la Universidad Antonio Nariño, aunque no terminó sus estudios. 
Molina Araújo laboró como Mánager de la empresa de energía Electrocesar. Luego fue elegido concejal de la ciudad de Valledupar y fue secretario municipal de finanzas de la misma ciudad.
Después fue nombrado cónsul de Colombia en Guatemala, Costa Rica y Panamá, y temporalmente nombrado embajador de Colombia en Costa Rica.
Su madre Consuelo fue la principal organizadora del Festival de la Leyenda Vallenata por años bajo la Fundación Festival de la Leyenda Vallenata, por lo que Molina fungió como coordinador del evento, cada año.

### Gobernador del Cesar
Fue detenido dentro de las investigaciones de la parapolítica; relaciones entre paramilitares de las Autodefensas Unidas de Colombia (AUC) con políticos y empresarios. Fue llamado a testificar el 27 de mayo de 2007 ante la Fiscalía General, que le dictó orden de detención, con medida de aseguramiento. 

### Parapolítica
Molina fue señalado por dos testigos de haber participado en la conformación y expansión de grupos paramilitares en el departamento del Cesar e incluso de haber planeado un secuestro de una mujer perteneciente al clan político de los Gnecco. Molina argumentó desde el inicio que se trataba de un montaje orquestado por la familia Gnecco que eran sus enemigos políticos. 
El fiscal general de la Nación Mario Iguarán declaró que, según las investigaciones, Molina Araújo tenía una relación de cercana amistad con alias Jorge 40 y que incluso pertenecía a la organización paramilitar de este bajo el alias de "Comandante 35" o "Comandante Mechón".
Molina fue acusado de ser el autor intelectual del asesinato de un líder indígena de la etnia Kankuama, Óscar Enrique Montero Arias, ocurrido el 15 de abril de 2004, que habría sido en venganza por la muerte de su madre, Consuelo Araújo Noguera a manos de las FARC en 2001.
Molina fue detenido por haber sido elegido Gobernador del Cesar en un acuerdo con el Bloque Norte de las AUC, que presuntamente hizo que se retiraran todos los candidatos que se habían inscrito. Los otros candidatos en la contienda electoral se retiraron alegando que habían sido amenazados por las AUC para aceptar la candidatura de Molina. Esto hizo que Molina fuera candidato único y terminara elegido Gobernador en una elección ilegítima.